# 普魯季夫卡 (斯尼亞滕區)
48°26′43″N 25°28′33″E / 48.44528°N 25.47583°E
普魯季夫卡（烏克蘭語：Прутівка），是烏克蘭西部的村莊，隸屬伊萬諾-弗蘭科夫斯克州的科洛梅亞區。該村始建於1451年，面積12.11平方公里，2001年人口1,511，人口密度每平方公里124.8人。